# سواستیکا موکرجی
سواستیکا موکرجی (به انگلیسی: Swastika Mukherjee) (زاده ۱۳ دسامبر ۱۹۸۰) بازیگر هندی است.
از کارهای معروف او می‌توان به بازی در فیلم کارآگاه بایومکش باکشی و هنر اشاره کرد.